# Stema Afganistanului
Stema națională a Afganistanului este un simbol oficial al Afganistanului.
Cea mai recentă încarnare a emblemei are în partea de sus inscripția shahada în arabă. Sub ea se află imaginea unei moschei cu mihrab și minbar, sau amvon, înăuntru. Atașate moscheii sunt două steaguri, luate pentru a reprezenta steagurile Afganistanului. Sub moschee este o inscripție care menționează numele națiunii. În jurul moscheii se află snopi de grâu, iar sub acesta, anul Solar Hijri 1298 (1919 în calendarul gregorian), anul în care Afganistanul a obținut independența față de influența britanică.
Ca urmare a Căderii Kabulului în mâinile forțelor Talibane pe 15 august 2021, statutul actual al stemei este necunoscut deoarece țara este disputată.

## Istoric

Emiratul Afganistan (1901–1919)
Emiratul Afganistan (1919–1926)
Regatul Afganistanului (1926–1928)
Regatul Afganistanului (1928–1929)
Emiratul Afganistan (1929)
Regatul Afganistanului (1931–1973)
Republica Afganistan (1973–1974)
Statul Islamic Afganistan (1992–2002, recognized by the UN)
Statul Islamic de Tranziție din Afganistan (2002–2004)
Republica Islamică Afganistan (2004–2013)
Republica Islamică Afganistan (2013-2021)